# Xenanusia
Xenanusia är ett släkte av steklar. Xenanusia ingår i familjen sköldlussteklar.
Kladogram enligt Catalogue of Life:
| Xenanusia | \| \| Xenanusia flava \| \| \| \| \| \| Xenanusia pulchripennis \| \| \| \| |
|           | \| \| Xenanusia flava \| \| \| \| \| \| Xenanusia pulchripennis \| \| \| \| |
|           | Xenanusia flava                                                             |
|           |                                                                             |
|           | Xenanusia pulchripennis                                                     |
|           |                                                                             |